# Заруб
Заруб — літописне давньоруське місто.

## Згадки в джерелах

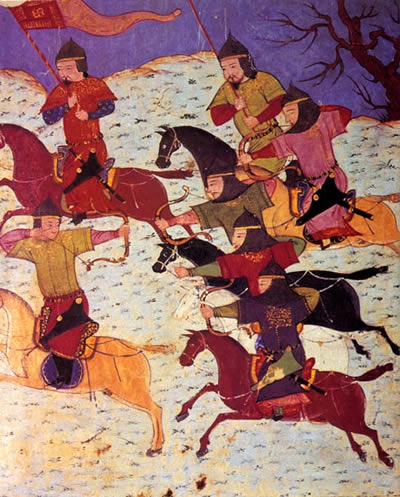
Монгольські вершники

- Перша писемна згадка про місто Заруб міститься у «Повісті временних літ» під 1096 р.

Того ж місяця прийшов Тугоркан, тесть Святополків, до Переяславля місяця травня у тридцять і перший [день] 3 і став довкола города. А переяславці заперлися в городі. Святополк тим часом і Володимир пішли на нього по сій стороні Дніпра, і прийшли до [города] Заруба, і тута перебрели [річку]. І не провідали про них половці,— бо оберіг їх бог,— і, приготувавшись до бою, рушили вони до города. Городяни ж, узрівши [їх], зраділи і вийшли до них обох. А половці стояли на тій стороні Трубежа, приготувавшись до бою. Коли ж Святополк і Володимир вбрели у Трубіж до половців, то хотів Володимир почати ладнати дружину, але вони не послухалися [його], а вдарили в коні до противників. І, це побачивши, половці кинулися втікати, а наші погнали вслід за ворогами, рубаючи противників. Учинив у той день господь спасіння велике: місяця червня у дев'ятнадцятий день переможені були іноплемінники. І князь їхній Тугоркан убитий був, і син його, і інші князі многі тут упал
- 1146 рік

Ізяслав же, се почувши, зібрав воїв своїх і рушив на нього з Переяславля, взявши благословення у [церкві] святого Михайла в єпископа у Євфимія. І перейшов він Дніпро [бродом] коло [города] Заруба, і тут прислали до нього [послів] чорні клобуки і все Поросся, і сказали йому: «Ти — наш князь. А Ольговичів ми не хочемо. Поїдь-но вборзі, а ми — з тобою»
- 1151 рік

І Юрій з Володимиром спішно прийшов до [города] Заруба, і перебрели вони через Дніпро
- 1156 рік

Потім пішов Юрій, узявши з собою Ізяслава Давидовича і Святослава Ольговича, до [города] Заруба на стрічу з половцями і з ними учинив мир
- 1223 рік

І, зібравши всю землю Руське проти татар, пішли на них. І до Дніпра на Заруб до острова Варяжського. Побачили татари, що йдуть князі руські проти них, і прислали послів до князів руських
Очевидно, Заруб було зруйновано монгольськими військами в 1223 або 1240 році.
У XVI—XVIII ст. на місці Зарубського монастиря діяв Трахтемирівський монастир, але територія самого городища залишилася незаселеною.

## Розташування
Знаходилось на правому березі річки Дніпро. Навпроти Заруба на протилежному боці Дніпра в гирлі Трубежу стояла фортеця Устя.
На думку археолога М.Каргера, із літописним Зарубом слід ототожнювати городище, яке розташоване за 2 км на північ від колишнього села Зарубинці на так званій Батуровій горі.
До часу створення Канівського водосховища це городище стояло на дуже крутій горі: близько 100 м над рівнем Дніпра (зараз висота гори над річкою менша).

## Історія вивчення та розміри городища
Городище досліджувалося археологами Миколою Біляшівським та Михайлом Каргером.
У 1889 р. Микола Біляшівський опублікував результати археологічної розвідки на території тогочасного Канівського повіту київської губернії.
За матеріалами археологічної розвідки Біляшівського, Петро Лебединцев атрибував городище між тогочасними селами Монастирьк і Зарубинці як літописне місто Заруб.
За даними Каргера, городище складається із двох частин. Менша частина має площу 130Х50 м, більша — 180Х80.

## Галерея

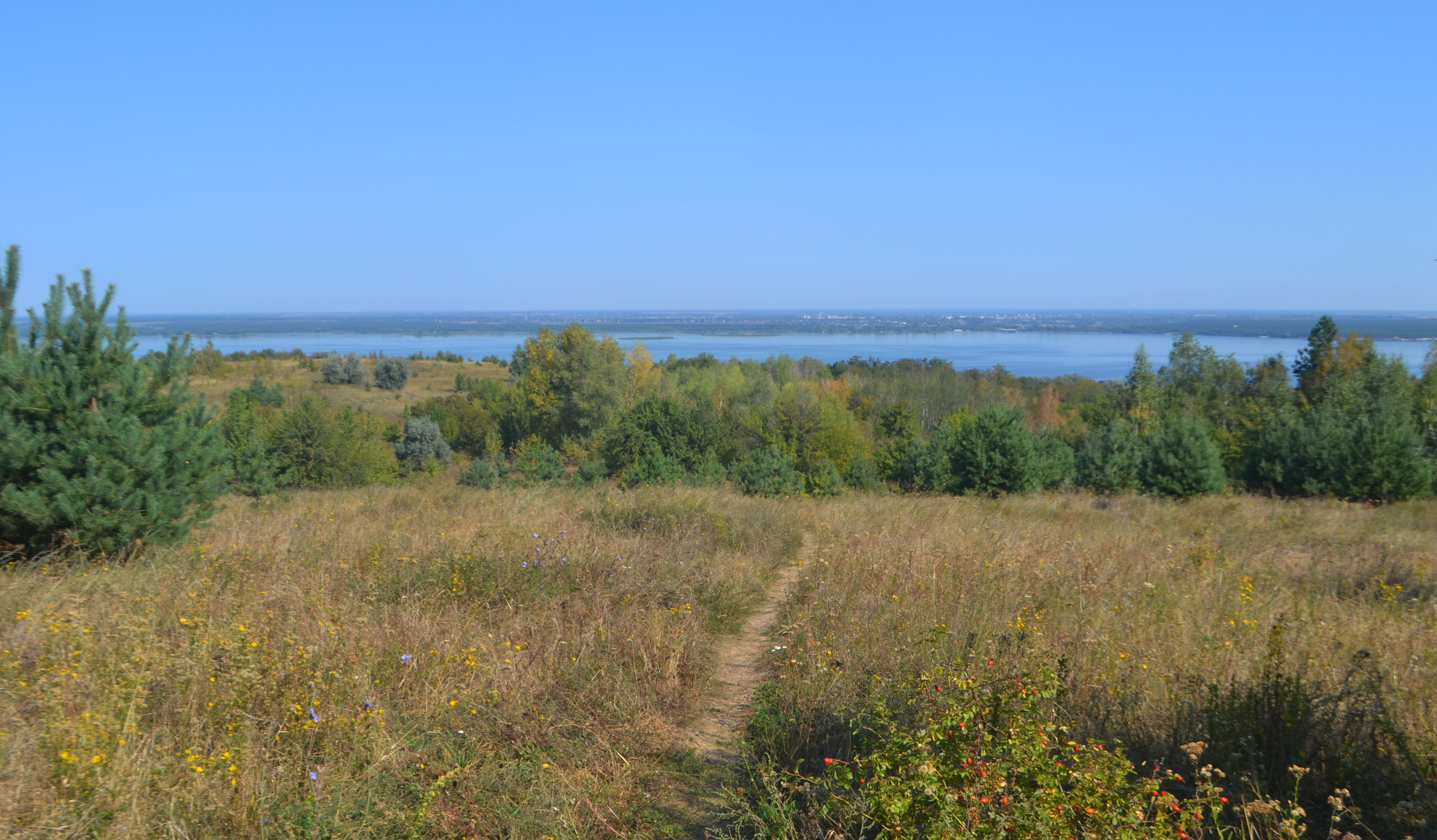
Вид на урочище Монастирьок на Трахтемирівському півострові
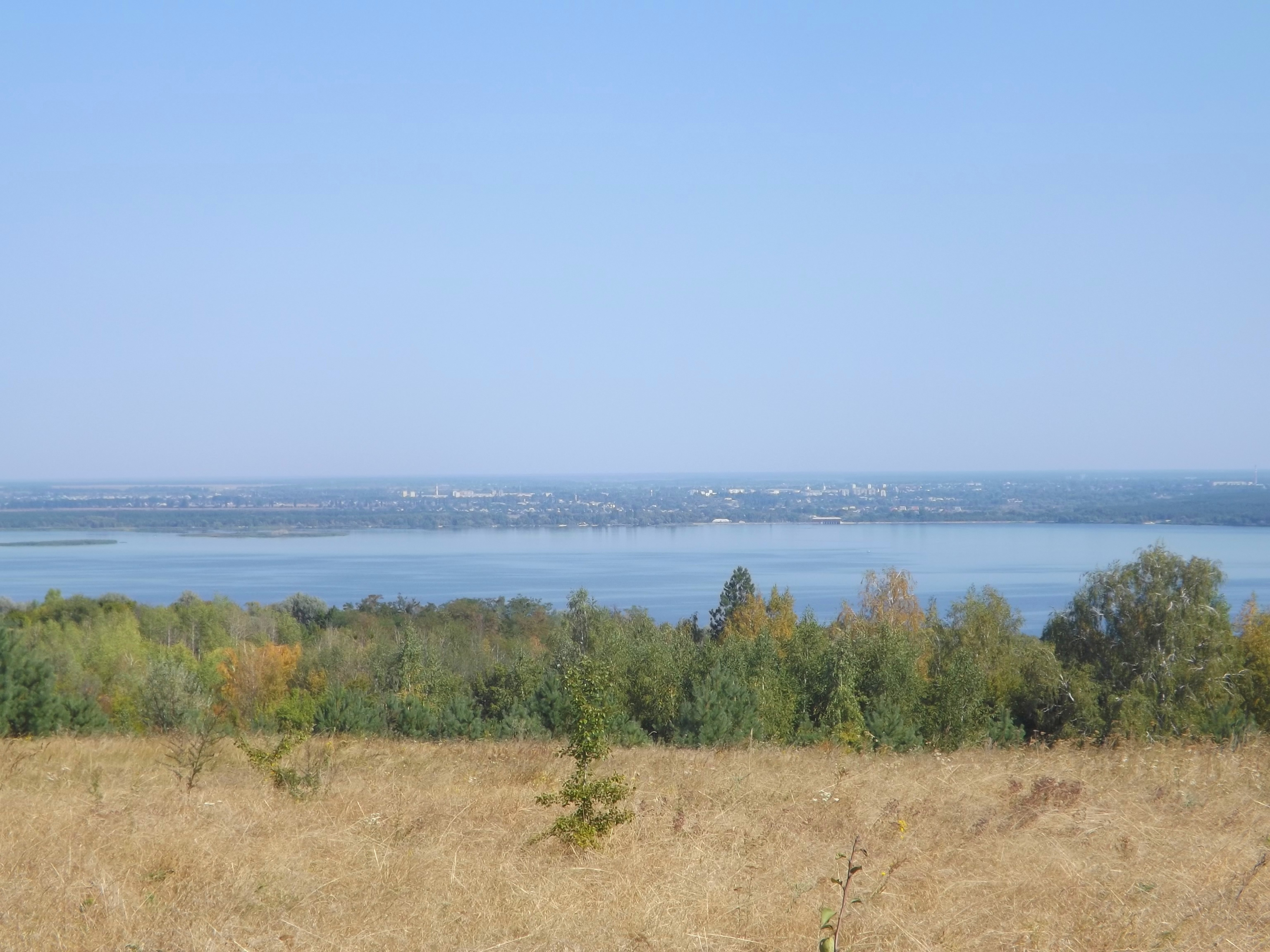
Вид р. Дніпра і м. Переяслава з місцевості, де стояло літописне місто Заруб
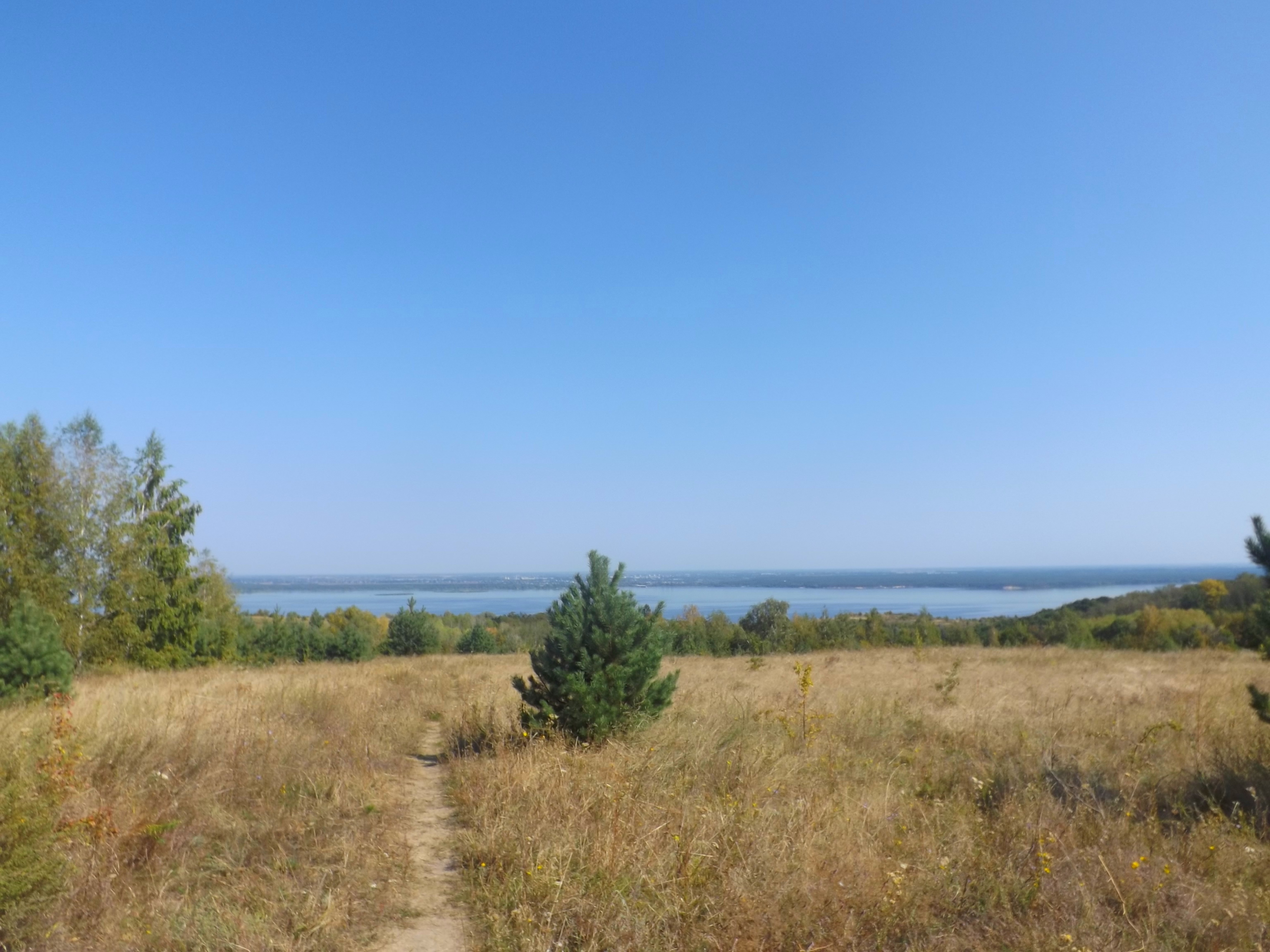
Вид на урочище Монастирьок
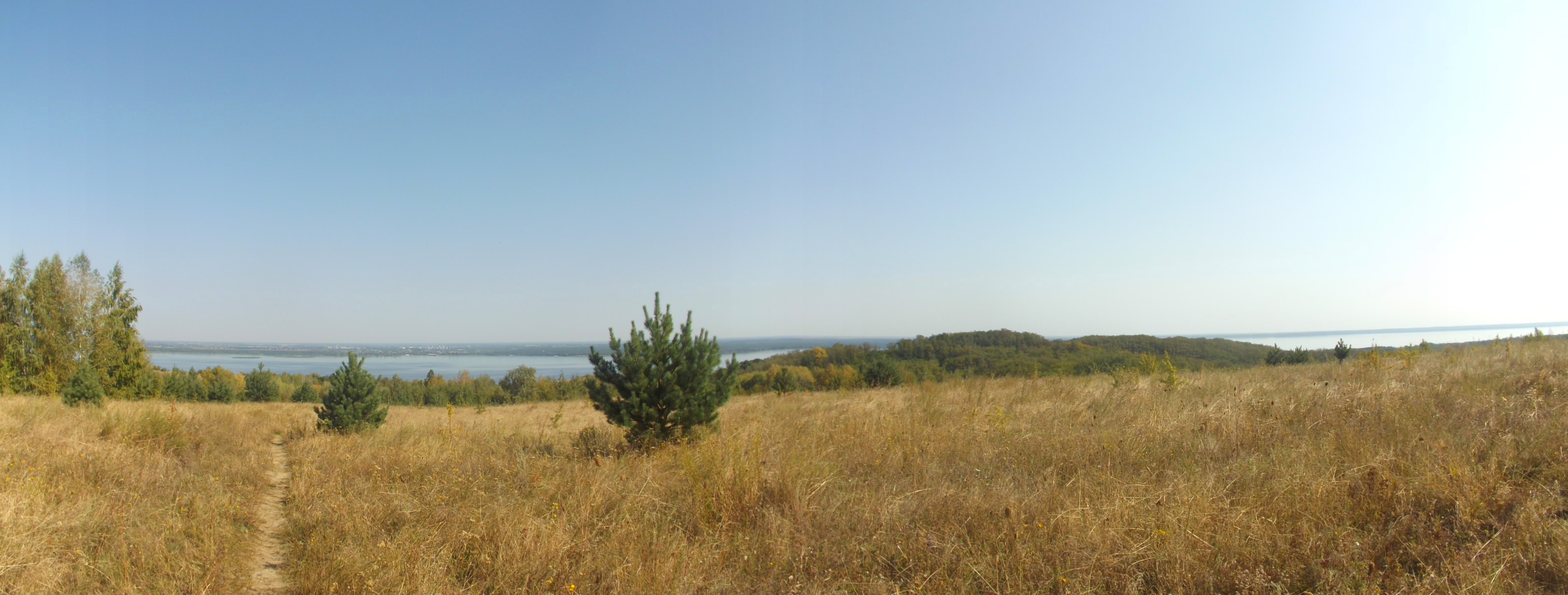
Вид на урочище Монастирьок і Батурову гору
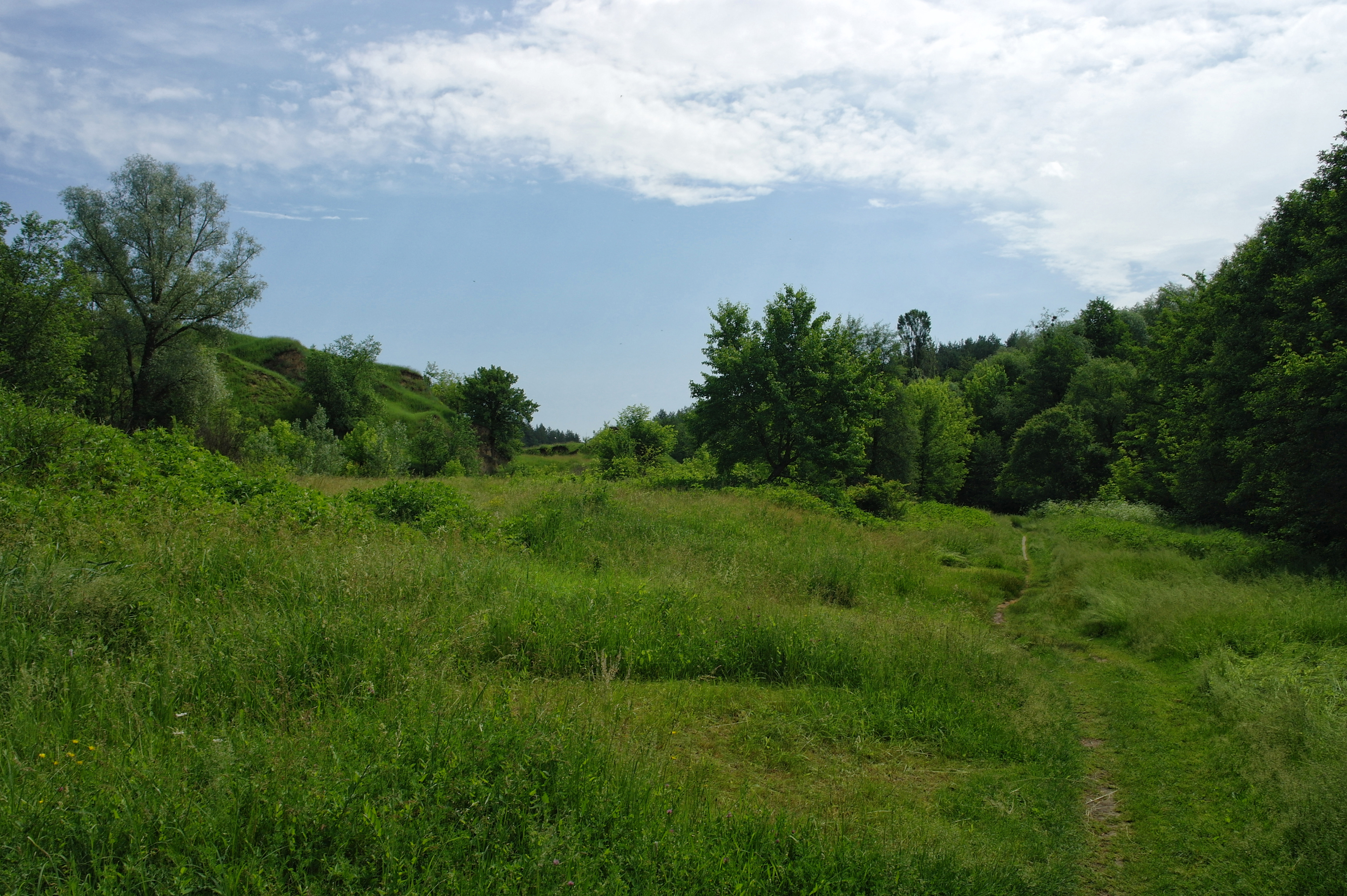
Урочище Монастирьок